# Eishockey-Europapokal 1973/74
Der Eishockey-Europapokal in der Saison 1973/74 war die neunte Austragung des gleichnamigen Wettbewerbs durch die Internationale Eishockey-Föderation IIHF. Der Wettbewerb begann im September 1973; das Finale wurde im August und September 1975 ausgespielt. Insgesamt nahmen 17 Mannschaften teil. Der ZSKA Moskau verteidigte zum fünften Mal in Folge den Titel.

## Modus und Teilnehmer
Die Landesmeister des Spieljahres 1972/73 der europäischen Mitglieder der IIHF waren für den Wettbewerb qualifiziert. Der Wettbewerb wurde im K.-o.-System in Hin- und Rückspiel ausgetragen. Der Titelverteidiger ZSKA Moskau war dabei für das Finale gesetzt.
| - HC Bozen - EC Klagenfurter AC - Tilburg Trappers - EV Füssen - Chamonix Hockey Club - HC La Chaux-de-Fonds - Vålerenga IF Oslo - Ferencváros Budapest - Herning IK | - ZSKA Sofia - CPL Super Nendaz Lüttich - HK Jesenice - SG Dynamo Weißwasser - Jokerit Helsinki - TJ Tesla Pardubice - Leksands IF - ZSKA Moskau (Titelverteidiger; gesetzt für das Finale) |

## Turnier

### 1. Runde
|                    |                          | Gesamt                        | 1. Spiel                      | 2. Spiel                      |
| ------------------ | ------------------------ | ----------------------------- | ----------------------------- | ----------------------------- |
| HC Bozen           | Ferencváros Budapest     | 7:13                          | 4:6                           | 3:71                          |
| EV Füssen          | Chamonix Hockey Club     | 19:10                         | 10:5                          | 9:5                           |
| EC Klagenfurter AC | ZSKA Sofia               | 16:5                          | 12:1                          | 4:4                           |
| Tilburg Trappers   | CPL Super Nendaz Lüttich | 21:11                         | 10:5                          | 11:6                          |
| HK Jesenice        | TJ Tesla Pardubice       | 6:14                          | 2:6                           | 4:82                          |
| Vålerenga IF Oslo  | Herning IK               | 11:3                          | 6:2                           | 5:1                           |
| Jokerit Helsinki   | SG Dynamo Weißwasser     | 5:2                           | 2:1                           | 3:1                           |
| Leksands IF        | HC La Chaux-de-Fonds     | La Chaux-de-Fonds verzichtete | La Chaux-de-Fonds verzichtete | La Chaux-de-Fonds verzichtete |

1Spieltermine: 13. Oktober und 19. Oktober 1973

2Spieltermine: 29. und 30. September 1973

### 2. Runde
|                    |                      | Gesamt | 1. Spiel | 2. Spiel |
| ------------------ | -------------------- | ------ | -------- | -------- |
| EV Füssen          | Ferencváros Budapest | 10:13  | 7:8      | 3:53     |
| EC Klagenfurter AC | Tilburg Trappers     | 8:13   | 5:5      | 3:8      |
| Vålerenga IF Oslo  | TJ Tesla Pardubice   | 2:13   | 1:2      | 1:114    |
| Leksands IF        | Jokerit Helsinki     | 11:9   | 7:6      | 4:3      |

3Spieltermine: 13. Oktober und 19. November 1973

4Spieltermine: 16. und 26. Januar 1974

### 3. Runde
|                    |                      | Gesamt | 1. Spiel | 2. Spiel               |
| ------------------ | -------------------- | ------ | -------- | ---------------------- |
| Tilburg Trappers   | Ferencváros Budapest | 16:8   | 11:2     | 5:65                   |
| TJ Tesla Pardubice | Leksands IF          | 8:6    | 4:2      | 1:3 n. V. → 3:1 n. P.6 |

5Spieltermine: 28. Januar und 5. Februar 1974

6Spieltermine: 25. August und 1. September 1974

### Halbfinale
|                  |                    | Gesamt | 1. Spiel | 2. Spiel |
| ---------------- | ------------------ | ------ | -------- | -------- |
| Tilburg Trappers | TJ Tesla Pardubice | 4:15   | 1:7      | 3:87 8   |

7Spieltermine: 8. Dezember und 10. Dezember 1974

8Beide Spiele in Tilburg
Ein Freilos für das Halbfinale erhielt der Titelverteidiger  ZSKA Moskau.

### Finale
| 22. August 1975 | TJ Tesla Pardubice Pavel Novotný (17.) Josef Paleček (25.) Václav Haňka (51.) | 3:2 (1:0, 1:1, 1:1) | ZSKA Moskau Boris Michailow (35.) Wiktor Schluktow (43.) | Pardubice Zuschauer: 11.000 |

| 2. September 1975 | ZSKA Moskau Wladimir Luttschenko (5.) Wladimir Luttschenko (13.) Wiktor Kutergin (16.) Boris Michailow (26.) Wladimir Petrow (36.) Wiktor Schluktow (43.) | 6:1 (3:0, 2:0, 1:1) | TJ Tesla Pardubice Jiří Novák (53.) | Moskau |

## Siegermannschaft
| Europapokalsieger ZSKA Moskau | Torhüter: Nikolai Adonin, Wladislaw Tretjak Verteidiger: Juri Blochin, Alexander Gussew, Gennadi Ikonnikow, Wiktor Kuskin, Wladimir Luttschenko, Alexei Woltschenkow, Gennadi Zygankow Angreifer: Boris Alexandrow, Waleri Charlamow, Wiktor Kutergin, Alexander Lobanow, Boris Michailow, Wladimir Petrow, Wladimir Popow, Wiktor Schluktow, Wladimir Wikulow, Alexander Woltschkow Cheftrainer: Konstantin Loktew, Anatoli Tarassow |